# フラボバクテリウム・カラムナーレ
フラボバクテリウム・カラムナーレ（Flavobacterium columnare）とは、フラボバクテリウム属の一種であり、グラム陰性桿菌である。この学名は、この細菌が柱状構造のrhizoidを発生させることに由来する。 
最初の報告はDavisによって1992年に行われ、当時はフレキシバクター属（Flexibacter）と考えられていた。Flexibacter columnarisのほか、Bacillus columnaris、Cytophaga columnarisと命名されていた時代もあった。1989年にBernardetとGrimontによって検証され、現在の学名となった。 
F. columnareの同定は以下の5項目の確認によって可能である。 
1. ネオマイシンとポリミキシンBを添加した培地で生育
2. コロニーが、色素により黄色を呈したrhizoid（根のような外観）を有する
3. ゼラチン分解酵素の産生
4. コンゴーレッドによるコロニーの着色
5. コンドロイチン硫酸分解酵素の産生[4]

F. columnareは温水魚に対して、カラムナリス病として知られる感染症を引き起こす。カラムナリス病は、米国南東部の湖沼のナマズの死因において2番目に多い原因である。 